# 僕のカケラ
僕のカケラ（ぼくのカケラ）は松田樹利亜の17枚目のシングル。

## 内容
最後のオリコンチャート入りのシングルで唯一のコピーコントロールCD方式。アルバム「xxx in VOGUE（イン・ボーグ）」では、リテイクバージョンを収録。

## 批評
CDジャーナルは表題曲を「リバーブのきいたギター・サウンドに力強いボーカルが映える」と、カップリングを「ボリュームたっぷりの高音ボーカルが迫り来るかのよう」と評した。

## 収録曲
全曲　作詞：松田樹利亜　作曲・編曲：鈴木慎一郎
1. 僕のカケラ
2. GUIDE
3. 僕のカケラ (inst.)

## レコーディング参加
- 鈴木慎一郎 - ギター、ベース、コーラス
- 小柳昌法（GaGaalinG） - ドラム